# Клінтон (округ, Нью-Йорк)
44°44′ пн. ш. 73°41′ зх. д. / 44.74° пн. ш. 73.68° зх. д.
Округ Клінтон (англ. Clinton County) — округ (графство) у штаті Нью-Йорк, США. Ідентифікатор округу 36019.

## Історія
Округ утворений 1788 року.

## Демографія
За даними перепису 
2000 року 
загальне населення округу становило 79894 осіб, зокрема міського населення було 31146, а сільського — 48748.
Серед мешканців округу чоловіків було 40907, а жінок — 38987. В окрузі було 29423 домогосподарства, 19261 родин, які мешкали в 33091 будинках.
Середній розмір родини становив 2,98.
Віковий розподіл населення поданий у таблиці:
| Стать    | До 15 років | 15-21 | 22-29 | 30-39 | 40-49 | 50-65 | 65-85 | Понад 85 |
| -------- | ----------- | ----- | ----- | ----- | ----- | ----- | ----- | -------- |
| Чоловіки | 7672        | 4865  | 4872  | 7024  | 6505  | 6086  | 3596  | 287      |
| Жінки    | 7271        | 4919  | 3667  | 5768  | 5863  | 5899  | 4797  | 803      |

## Суміжні округи
- Le Haut-Richelieu Regional County Municipality[en], Квебек, Канада — північ
- Le Haut-Saint-Laurent Regional County Municipality[en], Квебек, Канада — північ
- Les Jardins-de-Napierville Regional County Municipality[en], Квебек, Канада — північ
- Ґранд-Айл, Вермонт — схід
- Читтенден, Вермонт — південний схід
- Ессекс — південь
- Франклін — захід

## Виноски
1. ↑  US Decennial Census. US Census Bureau. Архів оригіналу за 26 квітня 2015. Процитовано 3 січня 2015.
2. ↑  Historical Census Browser. University of Virginia Library. Архів оригіналу за 26 грудня 2013. Процитовано 3 січня 2015.
3. ↑  Population of Counties by Decennial Census: 1900 to 1990. US Census Bureau. Архів оригіналу за 19 лютого 2015. Процитовано 3 січня 2015.
4. ↑  Census 2000 PHC-T-4. Ranking Tables for Counties: 1990 and 2000 (PDF). US Census Bureau. Архів оригіналу (PDF) за 18 грудня 2014. Процитовано 3 січня 2015.
5. ↑  State & County QuickFacts. Бюро перепису населення США. Архів оригіналу за 6 серпня 2011. Процитовано 11 жовтня 2013.(англ.) Наведено за англійською вікіпедією.
6. ↑  American FactFinder. Бюро перепису населення США. Архів оригіналу за 29 липня 2011. Процитовано 31 січня 2008.

| США | Це незавершена стаття з географії США. Ви можете допомогти проєкту, виправивши або дописавши її. |